# Штепа, Евгений Юрьевич
Евгений Юрьевич Штепа (род. 28 февраля 1962 или 28 февраля 1963, Магнитогорск, Челябинская область) — советский и российский хоккеист, нападающий. Тренер.

## Биография
Родился в Магнитогорске, начинал заниматься хоккеем в Липецке, где окончил хоккейную школу. В 1980 году поступил в Московский институт физкультуры. В переходном турнире сезона 1980/81 дебютирол за «Крылья Советов», в которых провёл ещё 10 лет — 454 игры в чемпионате, 183 (117+66) очков.
Участник чемпионата мира среди молодёжных команд 1982, чемпион мира среди молодёжных команд 1983.
Участник Суперсерии 1989/1990 против клубов НХЛ.
Выступал за клубы ТПС Турку (Финляндия, 1991), «Винер» (Австрия, 1991/92), «Фредериксхавн» (1992/93 — 1995/96), «Бурос» (1996/97). По другим данным играл за шведские клубы ХВ71 (1995/96) и «Кунгсбакка» (1996/97), швейцарский «Янг Спринтер».
Вернувшись в Россию, год не играл. Концовку сезона 1998/99 провёл в «Крылях Советов». Три сезона отыграл за МГУ, в сезоне 2001/02 — играющий тренер, в сезоне 2002/03, до октября — главный тренер.
Работал тренером в СДЮШОР «Крылья Советов», тренером главной и второй команд.
Начальник департамента проведения соревнований Молодежной хоккейной лиги (2013—2016). Детский тренер в клубе «Серебряные акулы» (Москва, 2016—2017).
Сын Сергей (род. 1995) в 2010-х играл в низших российских лигах.

## Достижения
- Чемпион СССР среди молодежных команд (1981)
- Чемпион мира среди молодёжных команд (1983)
- Бронзовый призёр чемпионата СССР (1989, 1991)
- Финалист Кубка Шпенглера (1987)
- Чемпион Финляндии (1991)
- Лучший снайпер чемпионата Дании (1993)